# Tigernach Tetbannach
Tigernach Tetbannach (“Lis Północy”?) – legendarny król Munsteru ok. 30-67 z rodu Clanna Dedad, syn Daire’a mac Oililla Eronn, wnuka Eogana I mac Oililla, króla Munsteru.
Duald MacFirbis (zm. 1670), historyk irlandzki, zanotował na jego temat: “Tigearnach Teuddbhannach mac Dáire mic Oililla Eronn mic Eoghain mic Oililla mic Iair”. Rządził Munsterem wspólnie z kuzynami Curoi mac Daire oraz Degadem mac Sin. Prawdopodobnie rządził z pierwszym z nich pod koniec rządów króla Ulsteru Conchobara III mac Nessa, zaś z drugim w czasach panowania Conaire’a I Mora (1-60 n.e.), zwierzchniego króla Irlandii. Pomyłkowo jedne źródło podało, że rządził z Curoi w siódmym roku po śmierci tegoż Conaire’a. Prawdopodobnie jego synem był Eochaid Gusmar.